# Asterolinon linum-stellatum
Asterolinon linum-stellatum är en viveväxtart som först beskrevs av Carl von Linné, och fick sitt nu gällande namn av Jean Étienne Duby. Asterolinon linum-stellatum ingår i släktet Asterolinon och familjen viveväxter. Inga underarter finns listade i Catalogue of Life.